# Sóc bay phương Bắc
Glaucomys sabrinus là một loài động vật có vú trong họ Sóc, bộ Gặm nhấm. Loài này được Shaw mô tả năm 1801.

## Hình ảnh

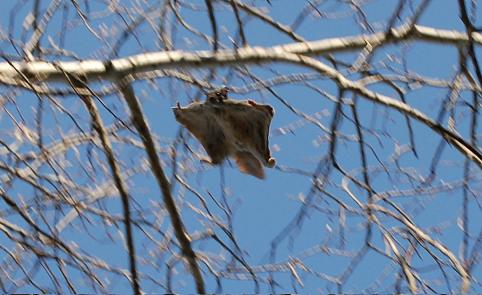
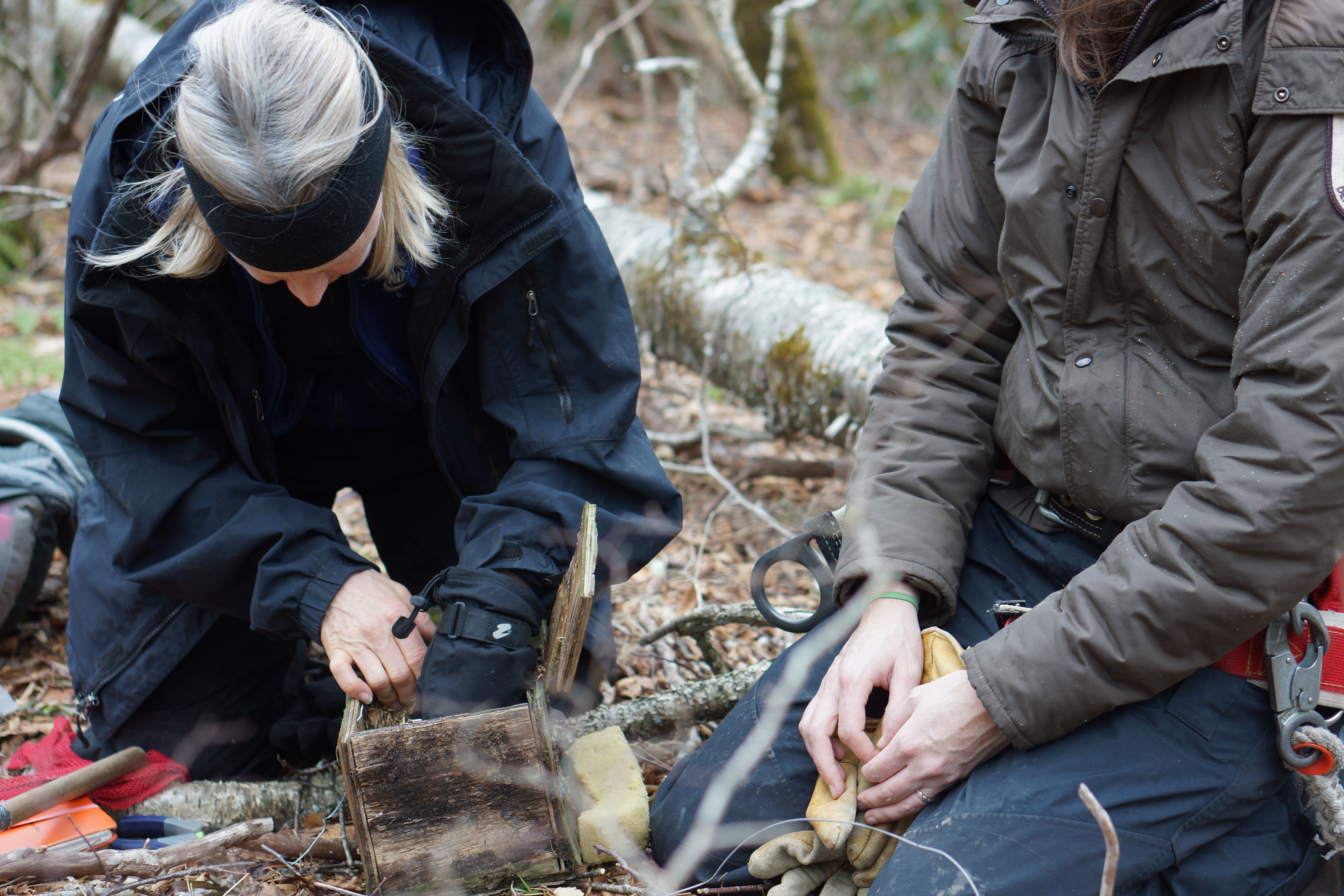
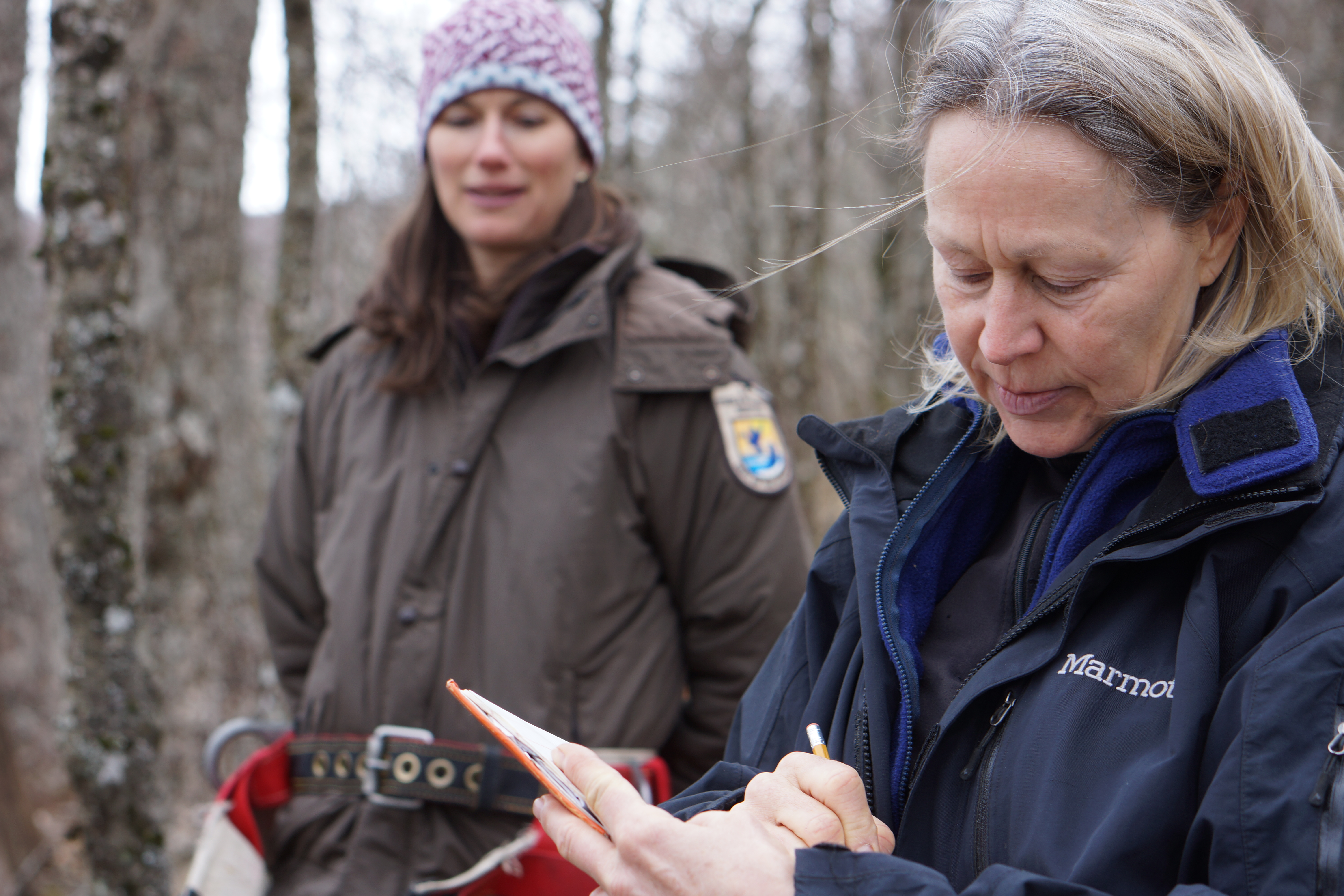